# Anthophora kochi
Anthophora kochi är en biart som beskrevs av Fedtschenko 1875. Anthophora kochi ingår i släktet pälsbin, och familjen långtungebin. Inga underarter finns listade i Catalogue of Life.